# Pojezierze Chełmińsko-Dobrzyńskie
Pojezierze Chełmińsko-Dobrzyńskie (315.1) znajduje się w północnej części Polski, charakteryzuje się monotonnym krajobrazem. Krajobraz tego pojezierza jest równinny, urozmaicają go małe jeziora i malownicza dolina rzeki Drwęcy, a na wschodzie – Garb Lubawski. Charakterystyczne jeziora dla tego pojezierza to: Jezioro Chełmżyńskie i Bachotek. Najwyższym szczytem na terenie pojezierzy Chełmińsko-Dobrzyńskich jest Dylewska Góra 312 m n.p.m. Występuje tam łagodny klimat przejściowy pomiędzy morskim a kontynentalnym. Opady tam są zazwyczaj mniejsze niż średnia opadów w Polsce. W tym regionie bardzo dobrze rozwinięte jest rolnictwo. Na żyznych glebach: czarnych ziemiach, madach i glebach brunatnych uprawia się pszenicę, buraki cukrowe i żyto. Największe miasto w tej okolicy to Toruń.